# Істерика

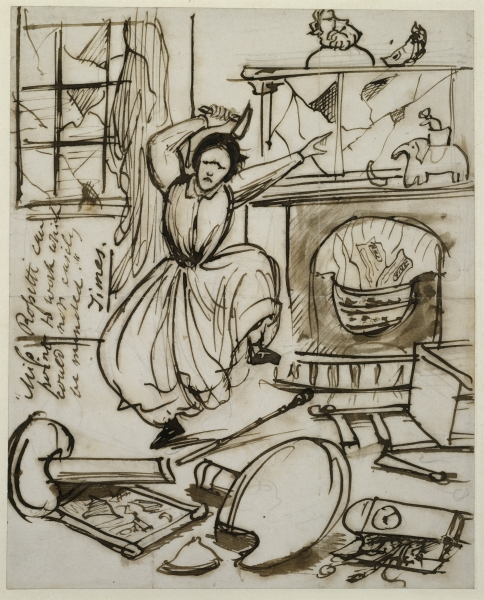
«Крістіна Россетті в істериці», картина її брата Данте Габрієля Россетті

Істерика — це емоційний сплеск, як правило, у людей в емоційному стресі. Зазвичай характеризується упертістю, плачем, криками, насильством, нехтуванням, гнівною лайкою, опором на спроби заспокоєння, а в деяких випадках і ударами та іншим фізичним насиллям. Фізичний контроль може бути втрачений; людина не завжди може лишатися в спокої; і навіть якщо «мета» людини досягнута, вона може не заспокоїтися. Істерика може бути виражена тирадою — затяжною гнівною промовою.

## У ранньому дитинстві
Істерика є однією з найпоширеніших форм проблемної поведінки у малих дітей, проте її частота та інтенсивність зменшуються з плином дорослішання дитини. Для малюка істерики можна вважати нормальним явищем і навіть показником розвитку сили характеру.

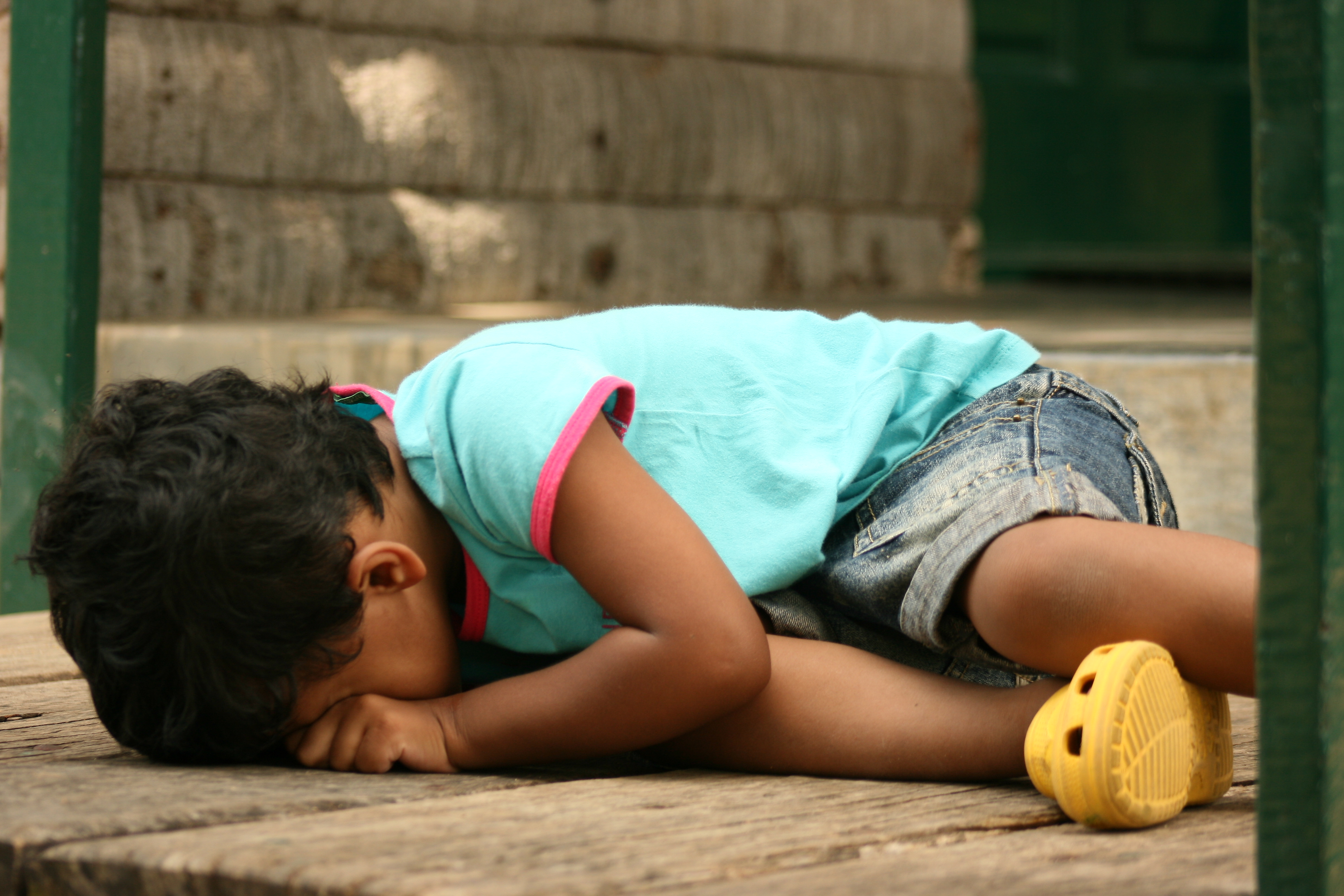
Дитина в істериці

Хоча іноді істерики розглядають як провісник майбутньої антисоціальної поведінки, вони зазвичай є ознакою надмірного розчарування, характерного для певного віку людини, і з часом істерики зменшуються, якщо на них реагувати спокійно та послідовно. Коли дитина не може стримувати себе від істерики, іноді найкращою стратегією для батьків може бути утримання, а не виконання дитячих забаганок.
Американська психоаналітикиня Сельма Фрайберг застерігала від «занадто сильного тиску або насильницьких методів контролю ззовні» у вихованні дітей: «Якщо ми перетворимо кожне переодягання штанів, пошук скарбів, дрімоту, стрибки по калюжах та розкидання сміття на державну кризу — то так ми будемо легко викликати істерики та всі феєрверки дитячого бунту».

## Розлади інтелекту та розвитку
Деякі люди з порушеннями розвитку, такими як аутизм, синдром Аспергера, СПАУ та інтелектуальна недостатність, можуть бути вразливішими до істерик, аніж інші, хоча будь-хто, хто має пошкодження мозку (тимчасове чи постійне), може страждати від істерик. Будь-яка людина час від часу може бути схильною до істерик, незалежно від статі чи віку. Однак розпач через сенсорне перевантаження (яке можуть відчувати навіть нейротипові діти) — це не те саме, що істерика.

## Відхилення
Фрейд вважав, що розвиток істерик у його пацієнта Людини-вовка був пов'язаний зі спокушаннями його сестрою: він ставав «невдоволеним, дратівливим і буйним, ображався за будь-якої нагоди, а потім впав у лютість і кричав, як дикун». Фрейд пов'язував істерики з несвідомою потребою в покаранні, керованою почуттям провини. На його думку, цим можна було узагальнити багато інших випадків дитячих істерик.
Гайнц Когут, австрійсько-американський психоаналітик, стверджував, що істерики є нарцисичною люттю, викликаною зривом грандіозного ексгібіціоністського ядра немовляти. Удар по завищеному самоуявленню та відчуттю всемогутності викликають в дитини лють, коли її бажанням відмовляють, якби це не було виправдано.
Ревнощі, викликані народженням брата або сестри, та як наслідок агресія теж можуть спровокувати агресивні істерики, оскільки зусилля контролювати почуття перевантажують систему саморегуляції дитини.

## У подальшому житті
Письменник Вільям Текерей стверджував, що в подальшому житті «ви можете розповісти про істерику, наскільки ви зможете її побачити, за засмученим і незадоволеним виразом її обличчя — „істеричним“, якщо це можна так назвати».
Готовність знаменитості влаштовувати істерики щоразу, коли є найменший привід, є різновидом набутого ситуативного нарцисизму, або істеричної поведінки.
Якщо істерики виявляють у літніх людей, вони часто можуть бути ознаками незрілості або розумової недостатності; і часто розлади аутизму або СПАУ — це неправильно позначені істерики. Істерики також можуть виникати у нейротипових людей, які перебувають у сильному стресі.